# Montignacdieten
Montignacdieten är en lågkolhydratdiet skapad av fransmannen Michel Montignac. Den var populär under 1990-talet, främst i Europa. Dietens syfte är att personen som följer den ska tappa vikt och klara av att hålla den nya vikten, minska risken för hjärtsvikt och förebygga diabetes.